# Santa Cruz Moxolahuac
Santa Cruz Moxolahuac se ubica dentro del municipio de Tlahuapan, perteneciente al estado de Puebla (México). Colinda con el municipio de Nanacamilpa de Mariano Arista (Tlaxcala) al norte y con la comunidad de Guadalupito las Dalias al sur, también perteneciente a Tlahuapan. Es una comunidad pequeña. Su actividad económica principal es la agricultura. También se practica la ganadería, pastoreo y en escala de aumento el comercio.
Cuenta con Preescolar, Escuela Primaria y Telesecundaria. El edificio de Presidencia Auxiliar Municipal se encuentra sobre la calle Domingo Arenas y Av. Emiliano Zapata. El Municipio tiene catalogada a la comunidad como Inspectoría, por lo que su máxima autoridad es denominado Inspector Auxiliar Municipal, eligiéndose cada tres años por medio de votación a través de una Asamblea General conformada por los habitantes. 
Los habitantes se dividen en dos: ejidatarios y pobladores. Para los ejidatarios, su máxima autoridad es un Comité conformado por un presidente (Presidente de Comité de ejidatarios)secretario y tesorero. La comunidad es subsidiada casi en su totalidad por los programas gubernamentales "Pro-Campo", "Oportunidades", "70 y más" y "Seguro Popular".